# Браун, Чарльз (крокетчик)
Чарльз Браун (англ. Charles Brown; 12 марта 1867, Онарга — 7 июня 1937, Онарга) — американский игрок в рокки, бронзовый призёр летних Олимпийских игр 1904.
На Играх 1904 в Сент-Луисе Браун в турнире одиночек выиграл три партии и столько же проиграл. В итоге он занял третье место и получил бронзовую медаль.
По профессии был ветеринаром.